# Edmond Y. Farhat
Edmond Youssef Farhat (Ain Kfaa, 20 maggio 1933 – Roma, 17 dicembre 2016) è stato un arcivescovo cattolico libanese della Chiesa maronita.

## Biografia
Monsignor Edmond Youssef Farhat nacque ad Ain Kfaa il 20 maggio 1933.

### Formazione e ministero sacerdotale
Il 28 marzo 1959 fu ordinato presbitero dal patriarca Pierre-Paul Méouchi. Studiò teologia, filosofia e diritto canonico a Parigi e Roma. Concluse gli studi per il dottorato in teologia biblica con una tesi intitolata "La sainteté dans les manuscrits de Qumran". Dal 1962 al 1971 fu il responsabile del programma arabo della Radio Vaticana e dal 1965 al 1967 officiale della Congregazione per la dottrina della fede. Dal 1967 fu officiale del Sinodo dei vescovi, mentre dal 1984 al 1989 ne fu sottosegretario. Dal 1970 al 1989 lavorò anche come professore di diritto islamico all'Università degli Studi di Sassari. Il 26 febbraio 1971 papa Paolo VI lo nominò cappellano di Sua Santità. Il 25 novembre 1983 papa Giovanni Paolo II lo nominò prelato d'onore di Sua Santità.

### Ministero episcopale
Il 26 agosto 1989 papa Giovanni Paolo II lo nominò arcivescovo titolare di Biblo, pro-nunzio apostolico in Algeria e Tunisia e delegato apostolico in Libia. Ricevette l'ordinazione episcopale il 20 ottobre successivo dallo stesso pontefice, coconsacranti gli arcivescovi Edward Idris Cassidy, sostituto per gli affari generali alla Segreteria di Stato, e Francesco Colasuonno, nunzio apostolico in Polonia. In Libia soleva visitare il leader del paese Muʿammar Gheddafi anche due volte al mese, giocando un ruolo importante nel riavvicinamento del dittatore all'Occidente.
Il 26 luglio 1995 venne nominato nunzio apostolico in Macedonia e Slovenia. In Macedonia lavorò come mediatore nell'allacciamento delle relazioni diplomatiche tra il Sovrano militare ordine di Malta e la giovane Repubblica.
L'11 dicembre 2001 venne trasferito alla nunziatura in Turchia e Turkmenistan. Durante il suo mandato si espresse a favore dell'adesione della Turchia all'Unione europea, chiedendo però a essa di conformarsi ai principi della libertà di religione. In Turchia infatti gli atti di violenza e le minacce di morte contro i cristiani sono numerosi e la repressione degli intellettuali cristiani è piuttosto comune.
Il 26 luglio 2005 papa Benedetto XVI lo nominò nunzio apostolico in Austria.
Il 14 gennaio 2009 papa Benedetto XVI accettò la sua rinuncia all'incarico per raggiunti limiti di età. Il 22 dicembre successivo lo stesso pontefice lo nominò membro della Congregazione delle cause dei santi. Monsignor Farhat era considerato esperto della situazione del Medio Oriente e partecipò all'assemblea speciale per il Medio Oriente del Sinodo dei vescovi del 2010.
Morì a Roma il 17 dicembre 2016 dopo lunga malattia all’età di 83 anni. Le esequie si tennero il 19 dicembre all'altare della Cattedra della basilica di San Pietro in Vaticano e furono presiedute dal cardinale Angelo Comastri. È sepolto nel cimitero di Ain Kfaa. Il 15 gennaio 2017 il cardinale Pietro Parolin celebrò una solenne messa in suo suffragio nella chiesa di San Marone a Roma. Concelebrarono gli arcivescovi Piero Marini e Agostino Marchetto e il vescovo François Eid.

## Genealogia episcopale e successione apostolica
La genealogia episcopale è:
- Cardinale Scipione Rebiba
- Cardinale Giulio Antonio Santori
- Cardinale Girolamo Bernerio, O.P.
- Arcivescovo Galeazzo Sanvitale
- Cardinale Ludovico Ludovisi
- Cardinale Luigi Caetani
- Cardinale Ulderico Carpegna
- Cardinale Paluzzo Paluzzi Altieri degli Albertoni
- Papa Benedetto XIII
- Papa Benedetto XIV
- Papa Clemente XIII
- Cardinale Enrico Benedetto Stuart
- Papa Leone XII
- Cardinale Chiarissimo Falconieri Mellini
- Cardinale Camillo Di Pietro
- Cardinale Mieczysław Halka Ledóchowski
- Cardinale Jan Maurycy Paweł Puzyna de Kosielsko
- Arcivescovo Józef Bilczewski
- Arcivescovo Bolesław Twardowski
- Arcivescovo Eugeniusz Baziak
- Papa Giovanni Paolo II
- Arcivescovo Edmond Youssef Farhat

La successione apostolica è:
- Arcivescovo Stanislav Hočevar, S.D.B. (2000)
- Vescovo Luigi Padovese, O.F.M.Cap. † (2004)

## Opere
- Gerusalemme nei documenti Pontifici dal 1887 al 1984. Libreria Editrice Vaticana, Roma, 1987, ISBN 88-209-1664-9.
- Quando i papi pregano, Vivereln, 1998.
- Il Vaticano. I suoi significati e suoi monumenti. Libreria Editrice Vaticana, Roma, 2015.
- Il mio cammino con il Sinodo dei vescovi. Ricordi e considerazioni. Libreria Editrice Vaticana, Roma, 2016.